# فهرست جامعه‌شناسان ایران
فهرست جامعه‌شناسان ایران

## آ
- مصطفی آب روشن
- امیرحسین آریان‌پور
- بهاره آروین
- تقی آزاد ارمکی
- محمد آراسته‌خو
- منوچهر آشتیانی
- احمد اشرف
- اصغر افتخاری
- پروین اردلان
- سعید امیرارجمند
- شهلا اعزازی
- عماد افروغ
- کامیل احمدی
- محمد اسعد نظامی
- مرضیه امیری
- مصطفی ازکیا
- مینو امیرقاسمی
- نادر افشار نادری
- محمدتقی ایمان
- نوشین احمدی خراسانی
- یوسف اباذری

## ب
- حسین باهر
- رکسانا بهرامی‌تاش
- جمشید بهنام
- آصف بیات

## پ
- باقر پرهام
- بهاءالدین پازارگاد
- پرویز پیران
- پروین پایدار
- حبیب‌الله پیمان
- حمید پارسانیا
- سعید پیوندی
- سلیمان پاک‌سرشت
- علی‌اصغر پورمحمدی
- محمدجعفر پوینده

## ت
- ابراهیم توفیق
- علی‌اکبر ترابی
- غلامعباس توسلی
- کیان تاج‌بخش
- ناصر تکمیل همایون

## ث
- عرفان ثابتی
- محسن ثلاثی

## ج
- جواد جهانگیرزاده
- حمیدرضا جلایی‌پور
- طاهره جوهرچی
- محمدرضا جلایی‌پور
- محمدرضا جوادی یگانه

## چ
- حسن چاوشیان
- مسعود چلبی
- هاجر چنارانی

## ح
- ابراهیم حاجیانی
- سید عباس حسینی قائم‌مقامی

## خ
- انور خامه‌ای
- فرهاد خسروخاور

## د
- حمید دباشی
- مهرداد درویش‌پور

## ر
- علی ربیعی
- احمد رجب‌زاده
- علی رضاقلی
- فرامرز رفیع‌پور
- شاپور رواسانی
- محمود روح‌الامینی
- علی رهنما

## س
- الیز ساناساریان
- باقر ساروخانی
- پروانه سلحشوری
- حسن سرایی
- سید حسین سراج‌زاده
- عزت الله سام آرام
- علی‌اصغر سعیدی
- کاووس سیدامامی

## ش
- آرا شاوردیان
- داور شیخاوندی
- سارا شریعتی
- شهلا شفیق
- علی شریعتی
- علیرضا شایان‌مهر
- علیرضا شجاعی‌زند
- مهناز شیرالی

## ص
- احمد صدری
- رحمت‌الله صدیق سروستانی
- غلامحسین صدیقی
- محمود صدری
- منوچهر صبوری کاشانی

## ط
- حشمت‌الله طبیبی
- علیرضا طیب

## ع
- سید سعیدرضا عاملی
- محمد عبداللهی
- کاظم علمداری

## غ
- محمدجواد غلامرضاکاشی

## ف
- رضا فاضل
- محمد فاضلی
- محمدرضا فشاهی
- مرتضی فرهادی
- مقصود فراستخواه
- ناصر فکوهی
- ابراهیم فیوضات

## ق
- حسن قاضی‌مرادی
- حسین قاضیان
- علی قیصری
- محمدامین قانعی‌راد

## ک
- آزاده کیان
- عباس کاظمی
- کاظم کردوانی
- مرتضی کتبی
- مسعود کوثری

## گ
- محسن گودرزی

## ل
- عبدالعلی لهسایی‌زاده
- محمدمهدی لبیبی
- هاله لاجوردی

## م
- حسن محدثی
- سعید مدنی
- سعید معیدفر
- سید جواد میری
- شهناز مسمی‌پرست
- عباس مخبر
- علی میرسپاسی
- کیومرث مسعودی
- مجید محمدی
- محسن حسام مظاهری
- محمدعلی مرادی
- مهدی محسنیان‌راد
- مهرداد مشایخی
- میرطاهر موسوی
- نعمت میرزازاده
- والنتین مقدم
- یحیی مهدوی
- سید یعقوب موسوی

## ن
- احسان نراقی
- حسن نراقی
- مهدی نجاتی بیرانوند
- حسن نمکدوست تهرانی
- عبدالحسین نیک‌گهر
- هوشنگ نایبی

## ه
- سید ضیاء هاشمی
- فرهنگ هلاکویی
- کیهان هاشم‌نیا
- محمدرضا همزه‌ای

- طاها یاسری